# Lasha Bekauri
Lasha Bekauri (in georgiano ლაშა ბექაური?; Akhmeta, 26 luglio 2000) è un judoka georgiano, campione olimpico a Tokyo 2020 ed a Parigi 2024 nella categoria fino a 90 chilogrammi e continentale agli europei di Lisbona 2021.

## Biografia
Ha partecipato alle Universiade di Napoli 2019 nella categoria -90 chilogrammi vincendo la medaglia d'argento, dopo essere stato sconfitto in finale dall'austriaco Johannes Pacher.
Agli europei di Lisbona 2021, ha vinto la medaglia d'oro nei -90 chilogrammi, battendo nell'incontro decisivo per il titolo il connazionale Beka Ghviniashvili.
Ha rappresentato la Georgia ai Giochi olimpici estivi di Tokyo 2020, dove ha vinto la medaglia d'oro nel torneo dei -90 chilogrammi, vincendo in finale con il tedesco Eduard Trippel.

## Palmarès
- Giochi olimpici

Tokyo 2020: oro nei -90 kg.
Parigi 2024: oro nei -90 kg.
- Mondiali

Tashkent 2022: bronzo nei -90 kg.
Doha 2023: argento nei -90 kg, bronzo nella gara a squadre.
Budapest 2025: oro nella gara a squadre.
- Europei

Lisbona 2021: oro nei -90 kg.
Montpellier 2023: argento nei -90 kg.
Zagabria 2024: argento nella gara a squadre, bronzo nei -90 kg.
- Giochi europei

Cracovia 2023: oro nella gara a squadre.
- Universiadi

Napoli 2019: argento nei -90 kg.